# Alien Crush
Alien Crush es un videojuego de Pinball desarrollado por NAXAT Soft y Compile para PC Engine/TurboGrafx-16, fue lanzado en 1988 en Japón. Años después, Hudson Soft editó el juego en la Consola Virtual de Wii Y PlayStation Network en Japón, Y Konami se editó en la de Nintendo 3DS y Wii U.
El juego es la primera entrega de la serie "Crush Pinball". Seguida por las tres secuelas, Devil's Crush, Jaki Crush y Alien Crush Returns.
- Datos: Q4726421